# Martin Forejt
Martin Forejt (* 28. září 1976) je bývalý český fotbalista.

## Fotbalová kariéra
V české lize hrál za Bohemians Praha. Nastoupil v 2 ligových utkáních. Za reprezentaci do 17 let nastoupil v 1 utkání.

## Ligová bilance
| Ročník                          | Zápasy | Góly | Klub            |
| ------------------------------- | ------ | ---- | --------------- |
| 1. česká fotbalová liga 1994/95 | 2      | 0    | Bohemians Praha |
| CELKEM 1. liga                  | 2      | 0    |                 |